# (5130) Ilioneo
(5130) Ilioneo es un asteroide que forma parte de los asteroides troyanos de Júpiter, descubierto el 30 de septiembre de 1989 por Carolyn Shoemaker desde el Observatorio del Monte Palomar, Estados Unidos.

## Designación y nombre
Designado provisionalmente como 1989 SC7. Fue nombrado en honor a Ilioneo, portavoz troyano de Eneas, sus palabras precedían a grandes conflictos, por ejemplo cuando aconsejó a Dido que no habría amenaza con Eneas y terminó suicidándose, y en otra ocasión cuando pidió permiso a Latino que llevaría a una devastadora guerra.

## Características orbitales
Ilioneo está situado a una distancia media del Sol de 5,212 ua, pudiendo alejarse hasta 5,263 ua y acercarse hasta 5,161 ua. Su excentricidad es 0,009 y la inclinación orbital 15,73 grados. Emplea 4346,88 días en completar una órbita alrededor del Sol.

## Características físicas
La magnitud absoluta de Ilioneo es 9,8. Tiene 61 km de diámetro y su albedo se estima en 0,069.